# 林偕得
林偕得（1945年—）台湾屏東人，中华民国检察官。

## 生平
林偕得毕业于國立中興大學法商學院（今國立台北大學）法律學系，於2004年獲第四屆國立臺北大學傑出校友。1972年特种考试司法人员乙等考试推事检察官科及格。历任基层检察官，台东地检署、屏东地检署、桃园地检署、板桥地检署检察长、台湾高等法院检察署主任检察官、检察长，法务部参事及最高法院检察署检察官等职。2010年3月19日，行政院发布代理检察总长曾勇夫接任法务部长，最高法院检察署主任检察官林偕得代理检察总长。